# Joseph Campbell
Joseph Campbell (født 26. marts 1904, død 30. oktober 1987) var en amerikansk professor i mytologi, forfatter og foredragsholder, bedst kendt for sit arbejde indenfor komparativ mytologi og komparativ religion.

## Indflydelse på Hollywood
Joseph Campbell har haft en vis indflydelse på manuskriptudviklingen i Hollywood. Han blev internationalt kendt i 1977; den første film i Star Wars-serien var netop kommet ud, og George Lucas gav Campbell æren for filmens succes. Campbells idéer har også haft indflydelse på Walt Disney Company, først og fremmest på filmen The Lion King.